# Rosmolen van de Groote Hoef
De Rosmolen van de Groote Hoef is een rosmolen te Lommel, gelegen aan de Hoeverdijk 11.
Het is een replica van een vierkante houten buitenrosmolen, gebaseerd op een soortgelijke molen in het Tillegembos, en is van het West-Vlaamse type. De molen is gelegen nabij De Groote Hoef, en maakt onderdeel uit van een in 1994 geopend molenmuseum in de schaapskooi van deze hoeve. Er werd aan gewerkt van 1995 tot 1997. De molen is voorzien van een steenkoppel en een haverpletter.